# Томоличо (Кампобасо)
Томоличо је насеље у Италији у округу Кампобасо, региону Молизе.
Према процени из 2011. у насељу је живело 75 становника. Насеље се налази на надморској висини од 680 м.